# 2009–2010-es svájci labdarúgó-bajnokság (első osztály)
A 2009–2010-es Axpo Super League a svájci labdarúgás első osztályának 113. kiírása. A címvédő az FC Zürich.
A bajnokság első mérkőzése az FC Aarau–Grasshoppers volt 2009. július 11-én. Az utolsó fordulót 2010. május 16-án rendezték meg.
Az őszi szezon 2009. december 6-án ért véget, a magabiztos teljesítményt nyújtott fővárosi Young Boyszal az élen.
A másodosztályba kieső csapat az FC Aarau, a bennmaradásért selejtezőt játszik az AC Bellinzona.
A tavaszi szezon több izgalmat hozott és a bajnokság a holtversenyben lévő FC Basel és a Young Boys mérkőzésén dőlt el az utolsó fordulóban. Jobb gólkülönbségével a Basel állt a tabella élén a mérkőzés előtt, így a fővárosi Young Boysnak győznie kellett volna, ám a vendég Basel 0–2-s győzelmével bebiztosította bajnoki címét.

## Tabella
Utoljára frissítve: 2010. május 16.
| #   | Csapat          | M  | GY | D | V  | G+ – G– | GK  | P  | Megjegyzések                                   |
| --- | --------------- | -- | -- | - | -- | ------- | --- | -- | ---------------------------------------------- |
| 1.  | FC Basel K (B)  | 36 | 25 | 5 | 6  | 90–46   | +44 | 80 | 2010–2011-es Bajnokok Ligája – 3. selejtezőkör |
| 2.  | Young Boys      | 36 | 25 | 2 | 9  | 78–47   | +31 | 77 | 2010–2011-es Bajnokok Ligája – 3. selejtezőkör |
| 3.  | Grasshoppers    | 36 | 21 | 2 | 13 | 65–43   | +22 | 65 | 2010–2011-es Európa-liga – 3. selejtezőkör     |
| 4.  | FC Luzern       | 36 | 17 | 7 | 12 | 66–55   | +11 | 58 | 2010–2011-es Európa-liga – 2. selejtezőkör     |
| 5.  | FC Sion         | 36 | 14 | 9 | 13 | 63–57   | +6  | 51 |                                                |
| 6.  | FC St. Gallen Ú | 36 | 13 | 7 | 16 | 53–56   | −3  | 46 |                                                |
| 7.  | FC Zürich CV    | 36 | 12 | 9 | 15 | 55–58   | −3  | 45 |                                                |
| 8.  | Neuchâtel Xamax | 36 | 11 | 8 | 17 | 55–57   | −2  | 41 |                                                |
| 9.  | AC Bellinzona   | 36 | 7  | 4 | 25 | 42–92   | −50 | 25 | Selejtező a bennmaradásért                     |
| 10. | FC Aarau (K)    | 36 | 6  | 5 | 25 | 32–88   | −56 | 23 | Challenge League 2010–11                       |

Forrás: axposuperleague.ch (németül) 
A rangsorolás alapszabályai: 1. összpontszám, 2. egymás elleni eredmények összpontszáma, 3. gólkülönbség, 4. szerzett gólok száma.
Európai kvalifikációk:

a) Bajnokok Ligája: A bajnokság első és második helyezettje a 2010–11-es Bajnokok Ligája harmadik selejtezőkörébe kerül.

b) Európa-liga: A bajnokság harmadik helyezettje a 2010–11-es Európa-liga harmadik, a negyedik helyezett pedig a második  selejtezőkörében indulhat. Az Svájci Kupa győztese a kieséses szakaszban csatlakozik a sorozathoz. Ha a kupagyőztes a bajnokságban negyedik vagy jobb helyen végez, akkor az ötödik helyezett csapat is indulhat mellette.
(B): Bajnokcsapat, (K): Kieső csapat, (F): Feljutó csapat, (I): Kupainduló, (R): A rájátszás győztese, (KGY): Kupagyőztes

## Eredmények

### Őszi szezon
| Hazai/Vendég    | AAR | BAS | BEL | GCZ | LUZ | NX  | SIO | STG | YB  | ZÜR |
| --------------- | --- | --- | --- | --- | --- | --- | --- | --- | --- | --- |
| Aarau           |     | 0–2 | 1–2 | 1–0 | 2–4 | 0–4 | 0–0 | 0–2 | 0–3 | 1–1 |
| Basel           | 2–1 |     | 3–2 | 3–1 | 1–1 | 4–1 | 5–0 | 4–0 | 1–2 | 1–1 |
| Bellinzona      | 4–1 | 2–3 |     | 0–0 | 1–2 | 1–1 | 3–1 | 0–5 | 1–7 | 3–2 |
| Grasshoppers    | 4–0 | 3–1 | 7–0 |     | 0–0 | 1–3 | 3–1 | 1–3 | 2–1 | 1–0 |
| Luzern          | 6–0 | 4–5 | 2–0 | 2–1 |     | 2–1 | 1–2 | 3–1 | 1–2 | 1–0 |
| Neuchâtel Xamax | 3–3 | 2–2 | 4–1 | 0–1 | 1–1 |     | 1–3 | 4–2 | 3–0 | 3–0 |
| Sion            | 1–1 | 1–2 | 3–1 | 2–3 | 3–1 | 1–0 |     | 2–1 | 3–1 | 3–3 |
| St. Gallen      | 1–0 | 2–0 | 1–1 | 1–0 | 1–1 | 1–1 | 1–1 |     | 2–3 | 1–3 |
| Young Boys      | 4–0 | 2–0 | 4–2 | 2–0 | 1–1 | 1–0 | 3–1 | 1–1 |     | 3–0 |
| Zürich          | 2–0 | 2–2 | 4–1 | 4–3 | 4–0 | 1–2 | 1–1 | 1–0 | 2–3 |     |

A hazai csapat a bal oszlopban, a vendég csapat a felső sorban van.
Színek: Kék: a hazai csapat győzött; Fehér: döntetlen; Piros: a vendég csapat győzött

### Tavaszi szezon
| Hazai/Vendég    | AAR | BAS | BEL | GCZ | LUZ | NX  | SIO | STG | YB  | ZÜR |
| --------------- | --- | --- | --- | --- | --- | --- | --- | --- | --- | --- |
| Aarau           |     | 0–3 | 6–3 | 1–4 | 1–2 | 1–0 | 0–3 | 2–0 | 1–5 | 1–3 |
| Basel           | 2–1 |     | 4–0 | 1–2 | 5–0 | 3–0 | 4–3 | 3–2 | 4–0 | 4–1 |
| Bellinzona      | 1–2 | 0–2 |     | 1–2 | 0–0 | 3–2 | 2–1 | 0–2 | 1–3 | 1–4 |
| Grasshoppers    | 2–0 | 4–0 | 2–0 |     | 0–1 | 2–1 | 2–0 | 2–1 | 2–1 | 4–0 |
| Luzern          | 4–0 | 0–1 | 2–1 | 4–2 |     | 2–1 | 1–1 | 2–3 | 5–1 | 4–1 |
| Neuchâtel Xamax | 2–1 | 1–3 | 2–0 | 0–1 | 1–2 |     | 4–1 | 0–3 | 1–0 | 3–3 |
| Sion            | 4–0 | 2–2 | 2–1 | 1–0 | 5–2 | 1–1 |     | 5–1 | 4–1 | 1–1 |
| St. Gallen      | 2–2 | 2–4 | 1–2 | 0–1 | 3–1 | 2–1 | 1–0 |     | 1–2 | 1–0 |
| Young Boys      | 3–1 | 0–2 | 2–1 | 4–0 | 2–1 | 4–1 | 1–0 | 2–1 |     | 2–1 |
| Zürich          | 0–1 | 1–2 | 2–0 | 3–2 | 1–0 | 0–0 | 2–0 | 1–1 | 0–2 |     |

A hazai csapat a bal oszlopban, a vendég csapat a felső sorban van.
Színek: Kék: a hazai csapat győzött; Fehér: döntetlen; Piros: a vendég csapat győzött

## Góllövőlista
Utoljára frissítve: 2010. május 16.
| #  | Név                | Klub            | Gólok |
| -- | ------------------ | --------------- | ----- |
| 1  | Seydou Doumbia     | Young Boys      | 30    |
| 2  | Cristian Ianu      | FC Luzern       | 21    |
| 2  | Émile Mpenza       | FC Sion         | 21    |
| 2  | Marco Streller     | FC Basel        | 21    |
| 5  | Alexander Frei     | FC Basel        | 15    |
| 6  | Moreno Constanzo   | FC St. Gallen   | 14    |
| 6  | Gonzalo Zárate     | Grasshoppers    | 14    |
| 8  | Scott Chipperfield | FC Basel        | 13    |
| 9  | Ideye Aide Brown   | Neuchâtel Xamax | 12    |
| 9  | Valentin Stocker   | FC Basel        | 12    |
| 11 | Davide Chiumiento  | FC Luzern       | 11    |
| 11 | Benjamin Huggel    | FC Basel        | 11    |
| 13 | Johan Vonlanthen   | FC Zürich       | 10    |
| 13 | Hakan Yakın        | FC Luzern       | 10    |

## Stadionok

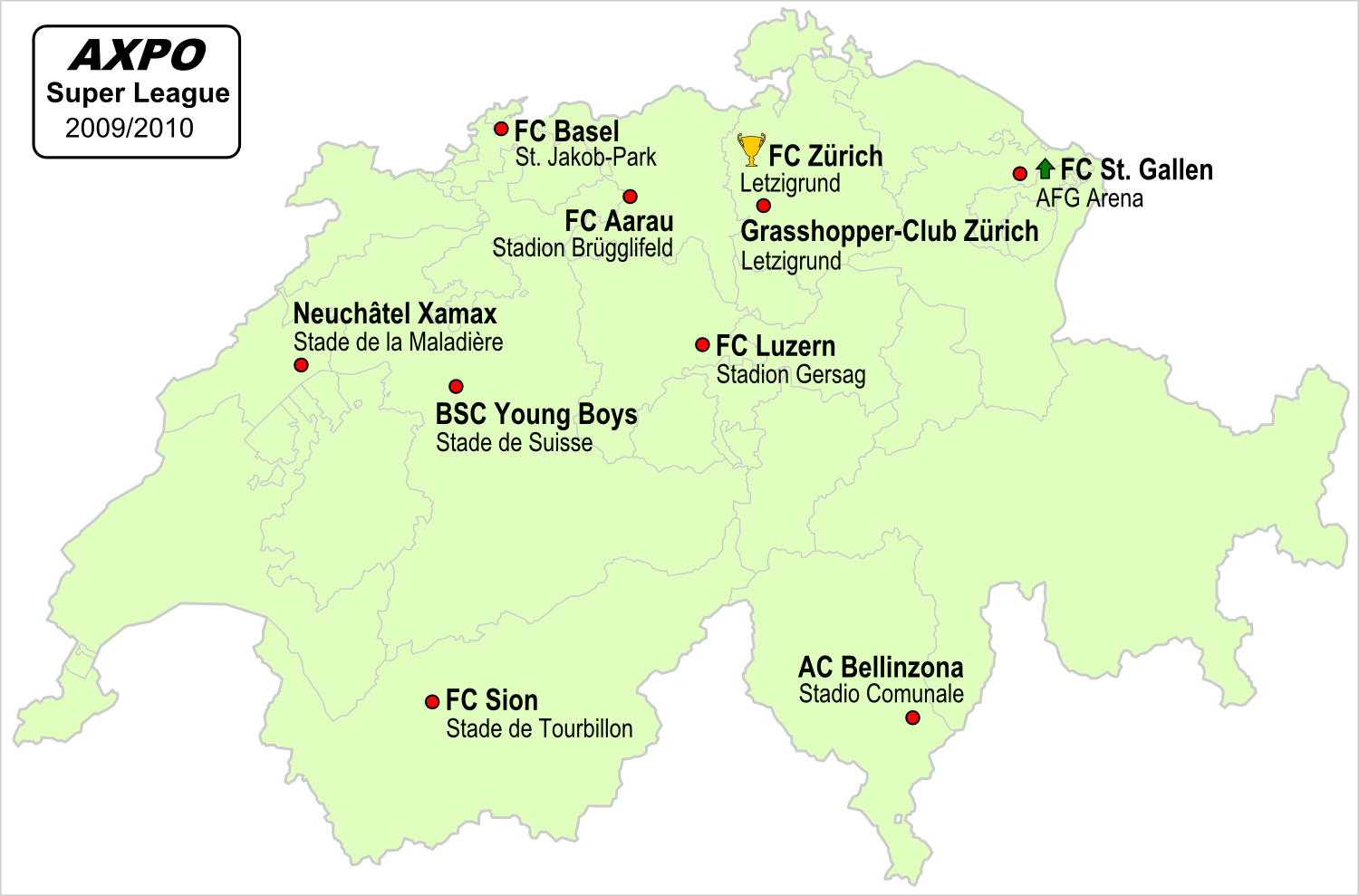
A 2009–10-es szezon csapatainak elhelyezkedése Svájcban

| Csapat                  | Város      | Stadion               | Befogadás |
| ----------------------- | ---------- | --------------------- | --------- |
| FC Basel                | Bázel      | St. Jakob-Park        | 42 500 fő |
| BSC Young Boys          | Bern       | Stade de Suisse       | 31 783 fő |
| Grasshopper-Club Zürich | Zürich     | Letzigrund            | 23 605 fő |
| FC Zürich               | Zürich     | Letzigrund            | 23 605 fő |
| FC St. Gallen           | St. Gallen | AFG Arena             | 19 694 fő |
| FC Sion                 | Sion       | Stade de Tourbillon   | 16 500 fő |
| FC Luzern               | Luzern     | Stadion Gersag        | 13 000 fő |
| Neuchâtel Xamax FC      | Neuchâtel  | Stade de la Maladière | 12 000 fő |
| FC Aarau                | Aarau      | Stadion Brügglifeld   | 9 249 fő  |
| AC Bellinzona           | Bellinzona | Stadio Communale      | 8 740 fő  |